# Filarmônica Nossa Senhora da Conceição
A Filarmônica Nossa Senhora da Conceição, é uma instituição musical do estado brasileiro de Sergipe e está sediada na cidade de Itabaiana. É a mais antiga instituição musical brasileira, fundada em 1745.
A Filarmônica Nossa Senhora da Conceição da cidade de Itabaiana tem suas origens em 1745 a partir do grupo musical religioso, a Orquestra Sacra do padre Francisco da Silva Lobo, quando a cidade ainda era uma vila, foi com o padre Francisco da Silva Lobo (1745-1768), fundador da vida musical com a criação de uma orquestra sacra para acompanhar os ritos religiosos. É convertida, em 1879, à denominação de Filarmônica Euphrosina pelo maestro Samuel Pereira de Almeida, filho da terra, que trouxe de Salvador, instrumentos, transformando a orquestra em filarmônica. Em 1897 recebe o nome de Filarmônica Nossa Senhora da Conceição, pelo maestro Francisco Alves de Carvalho Júnior. Por suas dependências percorreram nomes ilustres da historiografia sergipana, a exemplo do jurista Tobias Barreto de Menezes (1857-1859), como cantor e flautista, do notável brasileiro José Calazans e do grande político sergipano José Sebrão de Carvalho.
Sua criação se deu de fato em 31 de outubro de 1897, mudando apenas de nome passou a se chamar Filarmônica Nossa Senhora da Conceição aproveitando-se os instrumentos da Filarmônica Eufrosina. A sua presença está nos eventos festivos da cidade tais como procissões, inaugurações entre outros eventos não só municipais como também fora do município.
Desde o ano de 2005 a denominação Filarmônica Nossa Senhora da Conceição deixou de representar apenas um grupo musical para constituir-se em instituição e abrigar diversos grupos e programas em suas dependências.
No ano de 2007 foi premiada nacionalmente com o programa de apoio a orquestras do Ministério da Cultura. É reconhecida de utilidade pública Municipal, Estadual e Federal e cadastrada no Fundo da Infância e da Adolescência. Ao longo destes mais de dois séculos e meio de história ininterrupta, tem contribuído com o desenvolvimento sócio-cultural da cidade de Itabaiana e do Estado de Sergipe, através da música. Na atualidade a Instituição Filarmônica Nossa Senhora da Conceição mantém o Instituto de Música maestro João de Matos, a Sede Administrativa, o Museu da Música, a Escola de Música, a Banda Jovem, a Banda Sinfônica, a Orquestra Preparatória, a Orquestra Sinfônica de Itabaiana e os coros Adulto e Infantil.
Hoje a Filarmônica recebe também o nome de Orquestra Sinfônica de Itabaiana, tendo também em sua sede um museu de música que foi inaugurado em 28 de Agosto de 1998, onde estão expostos instrumentos musicais do século passado como também o acervo da filarmônica constituído de várias partituras de compositores e mestres itabaianenses (como os chama Sebrão Sobrinho). A Filarmônica foi celeiro de grandes músicos como Jorge Americano Rego, ex-regente da banda do 28º BC e pai de Luiz Americano que marcou a memória musical brasileira, reconhecido nacionalmente como instrumentista e compositor exímio.